# Bučačský rajón
Bučačský rajón (ukrajinsky Бучацький район [Bučac’kyj rajon]) byl jedním z rajónů (okresů) na jihu Ternopilské oblasti na západní Ukrajině.
V rajónu Bučač se nacházelo:
- 1 město – Bučač.
- 1 sídlo městského typu - Zolotyj Potik
- 57 vesnic: 
Baryš (Бариш), Beremjany (Берем'яни), Biľjavynci (Білявинці), Bobulynci (Бобулинці), Brovari (Броварі), Cvitova (Цвітова), Dobropole (Доброполе), Duliby (Дуліби), Zvenyhorod (Звенигород), Hubyn (Губин), Jazlovec' (Язловець), Ozerjany (Озеряни), Kostiľnyky (Костільники), Kosmyryn (Космирин), Kydaniv (Киданів), Kurdybanivka (Курдибанівка), Liščanci (Ліщанці), Mali Zališčyky (Малі Заліщики), Martynivka (Мартинівка), Mateušivka (Матеушівка), Меdvedivci (Медведівці), Mikołajówka (Миколаївка), Mlynky (Млинки), Naberežne (Набережне), Novosilka Jazłowiecka (Новосілка), Novostavci (Новоставці), Osivci (Осівці), Novi Petlykivci (Нові Петликівці), Stari Petlykivci (Старі Петликівці), Pyľjava (Пилява), Pidlissja (Підлісся), Pidzamočok (Підзамочок), Pomirci (Помірці), Porochova (Порохова), Požeža (Пожежа), Peredmisťja (Передмістя), Perevoloka (Переволока), Puškari (Пушкарі), Pyškivci (Пишківці), Rublyn (Рублин), Rukomyš (Рукомиш), Rusyliv (Русилів), Ripynci (Ріпинці), Skomorochy (Скоморохи), Snovydiv (Сновидів), Sokoliv (Соколів), Sokilec' (Сокілець), Soroky (Сороки), Ścianka (Стінка), Trybuchivci (Трибухівці), Verbjatyn (Верб'ятин), Vozyliv (Возилів), Zaryvynci (Заривинці), Zelena (Зелена), Zubrec' (Зубрець), Žnyborody (Жнибороди), Žyznomyr (Жизномир)

## Osobnosti
- Solomija Krušelnycka (23. září 1872, Biljavynci[1] – 16. listopad 1952, Lvov) byla ukrajinská pěvkyně a jedna z nejlepších sopranistek historie
- Antoni Prochaska (23/24. květen 1852, Mali Zališčyky – 23. září 1930, Lvov), polský historik českého původu